# GJ部
『GJ部』（グッジョぶ）は、新木伸による日本のライトノベル。イラストはあるやが担当。ガガガ文庫（小学館）より2010年3月から2015年7月まで刊行された。『GJ部』終了後の新シリーズとして『GJ部中等部』（グッジョぶちゅうとうぶ）が同レーベルより2012年4月から2014年4月まで刊行された。
テレビアニメが2013年1月から3月まで日本テレビにて放送された。また、『月刊サンデージェネックス』にてあるやによる『GJ部』のコミカライズが2013年1月号から2019年5月号まで連載された。

## 概要

### GJ部
1話あたり4ページからなるショートストーリー集。各巻のあとがきや表紙帯紙では、本作を「四コマ小説」と銘打っている。各巻36話ずつ収録されており、各話の幕間には「キャラクター・プロフィール」、「能力チャート」、「ミニ知識」、「ミニミニ知識」といったミニコーナーとイラストが2ページにわたり掲載されている。ストーリー性よりもキャラクター性に重点を置いており、主人公・四ノ宮京夜と、彼が所属するGJ部（グッジョぶ）という活動内容不明の部の部員達が織り成す日常のショートエピソードが綴られている。
第1巻は京夜が高校1年生の年の4月から5月の、第2巻は6月から8月のエピソードで構成されているが、各話が厳密に時系列に沿って収録されているわけではない。第5巻からは2年目に突入し、登場人物の学年が1学年進級、新入部員の環（たま）も登場する「第2期」がスタートした。
本作品には著者の別作品である『明るい家族砲計画っ!』『はなぢ店長じゃ、だめですか?』シリーズ（ともにファミ通文庫、エンターブレイン）、『チューするだけの簡単なお仕事です【支配者】』（一迅社文庫、一迅社）と同じ学園を舞台としており、同作品内に本作品の一部の登場人物が登場している。
2012年3月発売の第9巻にてGJ部の部員である天使真央、皇紫音、綺羅々・バーンシュタインの3名が卒業、『GJ部』が完結した。2013年3月には『GJ部◎』が発売、1 - 9巻の中であまり描かれることのなかった部分を補完するストーリーで4ページ構成ではない短編も一部執筆されている。
その後、『読売中高生新聞』（読売新聞社発行：小学館特別協力）にて2014年11月7日号（創刊号）より2015年6月5日号まで書き下ろし新作を掲載。これに先駆け、2014年9月14日発行の「創刊準備号」に第0話が掲載された。後に『GJ部ういーくりー』のタイトルで、新聞掲載分にアニメ版のBlu-ray / DVDの特典のブックレットに収録されている4コマ漫画（第1 - 4巻）や小説（『GJ部@』）、5本の描き下ろし4コマ漫画を加えて収録、2015年7月に発売された。

### GJ部中等部
2012年4月からは四ノ宮京夜の妹である四ノ宮霞ら「シスターズ」が中学校で作ったGJ部をメインとした新シリーズ『GJ部中等部』がスタートした。『GJ部』と同じく、各巻36話ずつ収録の四コマ小説。著者の別作品である『あるある!夢境学園』・『明るい家族砲計画っ!』シリーズ（共にファミ通文庫、エンターブレイン）の登場人物が本作品に登場している。2014年1月発売の第8巻を以って、『中等部』および約4年間に及ぶ『GJ部』シリーズの完結をあとがきにて記しているが、約3ヶ月後の同年4月に『GJ部』および『GJ部中等部』を補完する特別編の『GJ部ロスタイム』が発売され、そのあとがきにもシリーズ完結を記している。

## あらすじ
GJ部として活動する主人公の四ノ宮京夜、天使真央、皇紫音、天使恵、綺羅々・バーンシュタインの5人の部員を中心に話が進められる日常系ストーリー。
四ノ宮京夜がGJ部で捕獲されて拉致同然に入部させられる。その部員はお嬢様姉妹・一般常識不足な優等生・肉好き留学生と言う物変わりである上に、部活自体も活動内容不明と言うマイペース活動であった。その特殊環境の中で京夜は「キョロ」と呼ばれ、一般部員として活動していくものであった。
部員達が日常で追々とマイペースな活動をしていく内に、京夜の後輩として神無月環を捕獲で入部したり、GJ部の血縁での妹達で「GJ部中等部」まで設立する事となる。

## 登場人物
担当声優は特に記載がない限りはテレビアニメ版でのキャスト。

### 『GJ部』の登場人物
四ノ宮 京夜（しのみや きょうや）
声 - 下野紘 / 下和田ヒロキ（2011年TVCM） / 鵜澤正太郎（オーディオブック版）
『GJ部』主人公。それでいて同時に語り部のような存在であるため、京夜不在の話では会話文のみになることもある。高校1年生（『GJ部』第5巻から2年生）。のんびり屋の平和主義者で、勝てないものには逆らわない性格であるため、自らを「平和的敗北主義者」と蔑むこともある。誠実な性格もあってか周りの女性からは好かれる。入学当初、部活の入部先を探しているところを、謎の部活「GJ部」（グッジョぶ）に捕獲され、強引に部室に連れ込まれた。部内での愛称は「キョロ」。『GJ部』第1巻時点では1年9組所属。普段の一人称は「僕」だが状況によって「俺」や「私」を使うこともある（この状態はGJ部内では「オレマン」と呼ばれ、第一形態では一人称が「俺」に変化し第二形態（スーパーキョロ）では相手を呼び捨てにするなど言動がワイルドさを増す。第三形態では一転して紳士的になり一人称も「私」となり、更に怒りや殺意めいた感情によって成る第四形態（『GJ部中等部』第7巻現在の最終形態）では思考と言動が第二形態以上に荒く凶暴なものになる）。男子向けの漫画やライトノベルが好きで、部室に多く持ち込んでいる。SF作家の二ノ宮修二の作品を特に好んで読んでいるが、修二が京夜のクラスメイトである拓真の従兄であることは知らない。勉強も運動も特に得意・不得意は無いが、グルーミングは部内随一であり、真央達GJ部部員や霞、森さん（母）をも虜にしている。身長は小学生の頃はずっとクラスの平均値であったが、中学生の頃は1年間で30cm伸びた年があったほどの成長を遂げた。高校入学後も成長が続いている。中学生の頃いじめに遭っていたが、友人の徹心のおかげで解決した過去を持つ。趣味は自転車いじり。中学2年生の時に自分の自転車に「烈怒鑞頭號（れっどろうずごう）」と名付けていた黒歴史がある。家庭はごく平凡なサラリーマン家庭で、小学生（『GJ部』第5巻からは中学生）の妹・霞がいる。母親と霞は、近所でも評判の美人。実在の人物がモデルとなっており、ファミ通文庫の担当と、むらさきゆきやとを足したような人物であると著者は述べている。
真央らの卒業後はGJ部部長に就任（『GJ部中等部』第5巻より大学生）。真央らOGとも頻繁に会合（という名のデート）を持っている。真央のことを呼び捨てにしたり、一人称が頻繁に「俺（いわゆる「オレマン」第二段階）」になるなど、以前より謙ることのない性格になったが、同時に会合時には「オレマン」を休めている。また、真央達からは「京夜（呼び方にはそれぞれで個人差はある）」と呼ばれるようになった（高坂翔子は「キョロ君」と呼んでいる）。『GJ部中等部』第7巻では紫音に請われて、仁のグルーミングの師匠になった。『GJ部中等部』第8巻では面識の無い冴子から「大変な状況」と言われる他、自身の思いに悩む健太に答えを授けるが、その実、嫉妬もしていたことが『GJ部ロスタイム』にて散見される。
天使 真央（あまつか まお）
声 - 内田真礼 / 加藤英美里（2011年TVCM） / 朝日奈丸佳（オーディオブック版）
高校2年生（『GJ部』第5巻から3年生）で、GJ部部長。強引・強気・意地っ張りな性格で、怒ったり気に食わないことがあると、よく京夜に噛み付く。また、液晶の保護シートを剥がしたり、付箋をバラバラするなど、「クラッシャー真央」の異名を持つ。小学4年生の頃までは背丈が大きかったが、そこで成長が停止。現在は小さいことを気にしており、妹の恵や聖羅よりも身長が低い。体格故に霞からは年下と誤解されており、「まーちゃん」（『GJ部』第6巻登場時は小学3年生で、年が上がるごとに進級していってる）という設定で霞と交流している。子供らしい言動が多く、縁に溝のある十円玉（ギザ十）や、ピカピカな十円玉など、珍しいものを「たからもの」として集めるのが趣味。自分の部屋には男物・女物問わずおもちゃが沢山あり、古いものを捨てられずに取ってある。しかし、片付けをあまりせずに散らかっていることが多いので、侍従の森さんによくお尻を叩かれて叱られている。また、サンタクロースの存在を未だに信じている。乙女チックなものに弱く、キスシーンが表現されている少女漫画が読めないほど、恋愛に免疫が無いが、『GJ部』第9巻では最後の章で（噛み付き技伝授として）京夜にキスしていることを仄めかされてる（アニメでは敢えてカット）他、『GJ部ロスタイム』では先輩や部長としてではなく、1人の女性として見て貰いたいという願望も持ち合わせる等、京夜を意識している描写が見受けられる。恵に対して、男性の目を気にせずに無防備な姿勢を取っていると指摘することがあるが、自身も無防備なことが多い。明るい栗色の長髪で、よく恵にブラッシングしてもらっている。先代の部長に憧れており、歴代の部長を経て伝わった「部長魂」や「GJ部魂」、金言集をよく口して、後輩の指導をしている。紫音とは小学生の頃からの仲で、小学校・中学校ともに同じだった親友。また、小学生の頃、京夜がよく通っていた駄菓子屋に通っており、京夜とも会っていたが、互いにそのことは殆ど覚えていなかった。
卒業後は大学に進学。「GJ部保護者会」と称し、京夜を交えてOGで集まり、現役GJ部やGJ部中等部の情報を交換し合っているが、真央達3人が揃うことは基本的には少なく、実質3人の内の誰か1人が京夜とのデート状態になっている模様だが、これもいわゆる「ローテーション」の一環だったことが綺羅々の口から明かされている。『GJ部中等部』第6巻の段階では運転免許証を所持していることが明らかになっている。
皇 紫音（すめらぎ しおん）
声 - 三森すずこ / 成田紗矢香（2011年TVCM） / 本泉莉奈（オーディオブック版）
高校2年生（『GJ部』第5巻から3年生）のGJ部員。TVアニメ第12話にてGJ部の副部長という設定が付加された。ゲームの天才で、チェスやオセロのような古典的ゲームも含め、あらゆるゲームで常勝する才能を持つ。よく部室にボードゲームを持ち込んでいる。制服や浴衣の上着を着崩しているのが特徴。京夜をよくからかいの対象にしているが、その一方で「一般常識ナイト」と呼び頼りにしている。ゲームの天才というだけでなく、一度見聞きしたことは全て覚えている完全記憶能力の保持者。そのため非常に成績が良いが、カップ麺の作り方を知らないなど、世間知らずな面もあり、その状態を「しおんさん」「カワイイ生き物」と呼ばれることを本人は好ましく思っていない。また体を動かすのは苦手。読書が趣味で、学術書であれば午前中だけで100冊ほど速読できるが、小説は1冊読むだけで疲労困憊になる。京夜が部室に持ち込んだ小説の中で、特に性的な描写の多い「禁書目録」の小説を好んで読んでいる。視力4.0と目が良いが遠視気味で、読書中など近くのものを見るときは眼鏡をかけている。コーヒー通で、自前のコーヒーを飲む。「兄兄ズ」（にーにーズ）という、年の離れた兄がたくさん居り、各人が何らかの分野の天才（マイスター）である。そのような環境で育ったため、昔は性別に興味がなく、自分のことを「ボク」と呼んでいた。天使姉妹とは、幼い頃から家同士の付き合いのある仲。特に真央とは小学3年生の頃からの親友で、中学校までは同じ私立の学校に通っていた。
卒業後は大学に進学。GJ部中等部の部員である仁と面識を持ち、弟分として可愛がっている。未だに京夜から敬語を使われるが、本人は不満に思っている。
天使 恵（あまつか めぐみ）
声 - 宮本侑芽 / 成田紗矢香（2011年TVCM） / 福緒唯（オーディオブック版）
高校1年生（『GJ部』第5巻から2年生）のGJ部員で真央の妹。1年8組所属。マイペースな性格で、天使のような大らかな心を持つ。京夜のことは当初「京夜さん」を経て、「キョロ」が定着してからは「四ノ宮君」と名字で呼んでいたが、『GJ部』第8〜9巻にて「京夜くん」と呼ぶようになる。頭の後ろに大きな青いリボンを結んでいるのが特徴。1年9組所属の新城ヒカリ（拓真の親戚の女子）と仲が良く、よく9組まで遊びにいく。あらゆることが美談に映る恵の眼は「天使アイ」と呼ばれている。しかしながら、負けず嫌いだったり、可愛いものを見るとエキサイトするなどの一面も持つ。皆の世話をするのが好きで、皆に紅茶を淹れるのが趣味である。また、お菓子作りや編み物も得意。得意科目は歴史で、物理が苦手。方向音痴であり、ショッピングモールなど広い場所に一人で行くと迷ってしまう。中学校は真央や紫音とは別の、公立の学校に通っていた。また、中学生の頃からGJ部の部室に出入りしており、先代の部長とも面識がある。スタイルはよくグラマーではあるが、それでいて太りやすい体質であるため、自分の体重を気にしている（アニメ10話の姉・真央の話によれば「体重50」、本人によるとそれより100グラム少ない）。
『GJ部中等部』第4巻ではリボンを外した状態で登場した他、『GJ部ロスタイム』では京夜と共に夫婦扱いされて満更でもない反応をしたり、京夜に対してアピールする等、これまでとは違う一面を見せている。
綺羅々・バーンシュタイン（きらら・バーンシュタイン）
声 - 荒川ちか / 成田紗矢香（2011年TVCM） / 江口菜子（オーディオブック版（第1巻から◎巻まで担当））、水野亜美（オーディオブック版（うぃーくりー巻から担当））
高校2年生（『GJ部』第5巻から3年生）のGJ部員。様々な肉を取り扱う精肉店の店主との間に「お肉一生分」を提供してもらう約束を取り交わしており、いつも何かの肉を部室に持ってきて口にしている。大柄で（身長は約180cm）グラマーな体格。ショートカットで、耳のような癖毛が左右に飛び出している。口数は少ないが、スキンシップが大好きな不思議系お姉さん。超人的な体力を持ち、また、猫と会話することもできる。非常に寒冷な場所で生まれ育った（8歳の頃まで）。その後、世界的に有名なカナダ人の文化人類学者の養女となり、ブリティッシュコロンビア州で生活していた。日本へは留学中であるが、『GJ部ロスタイム』にて帰化して「日本人」になるという夢を叶えるため、通訳になることを目指している。屋内では落ち着かないので、世話になっている屋敷の庭でテント暮らしをし（後に妹のジェラルディンと共に）、朝には新聞配達をしている。得意科目は体育で、国語が苦手。ジェラルディン同様、書く時（携帯電話のメール含む）の方が日本語は達者ではあるのだが、入った大学が英会話で授業を行う所だったため、日本語力が低下してきているため、京夜とのデートでそのリハビリが欠かせなくなっている。
神無月 環（かんなづき たまき）
声 - 上坂すみれ / 柴田倫佳（オーディオブック版（◎巻から第7巻まで担当））、浜崎七海（オーディオブック版（第8巻から担当））
京夜や恵より1学年下の、GJ部の新入部員。『GJ部』第5巻から登場。愛称は「タマ」。京夜のときと同様に、強引にGJ部に捕獲されて部室に連れ込まれた。その後は恵の手作りケーキを目当てにGJ部に通うようになったが、それ以降は家に居ると落ち着かないという理由で通うようにもなる。実家は迦楼羅（かるら）神社の宮司を代々務める家系の長女で下に弟と妹がそれぞれ2人ずつ居るが、『GJ部ロスタイム』では更に弟が1人増えていて、更に妹も増える予定である。家族が神事で忙しいときは弟妹に料理を作ってやっているため、GJ部員では貴重な料理ができる人材。所作が猫っぽくも本人は一貫してネコ呼ばわりされるのを嫌うが、猫と会話したり、綺羅々同様、猫目になることがある。進級以降、GJ部内で妹キャラを貫いている。
味噌っ滓扱いされており、1年の頃の京夜みたいに真央や京夜に色々質問をぶつけるもスルーされがちだったが、卒業旅行で京夜が答えたことで懐くようになる。真央のことは当初は「部長」と呼んでいたが、やがて「まーちゃん」と呼ぶようになる。それ以外の3人のメンバーは「○○ねーさん（恵はメグ、紫音はそのまま、綺羅々はトラ）」と呼び、京夜のことは親しみを込めて「センパイ」と呼んでいる（『GJ部』第5巻のモノローグでは「四ノ宮先輩」と呼んでいる）。『GJ部中等部』第4巻では京夜の膝の上が4面コタツにおけるポジションになっている模様。『GJ部中等部』第6巻では健太と仁と出会っているが、中学生であるため、「僕ちゃん」扱いしている模様。
京子（きょうこ）
声 - 柴田芽衣（オーディオブック版（ロスタイムから担当））
真央たちが卒業後、京夜が高校3年生になりGJ部の部長になった年にGJ部に加入した新入部員。高校1年生の女子生徒。2代目「キョロ」を襲名したことから「キョロ子」と呼ばれており、京夜から横暴な扱いを受けているが、後に横暴でない京夜を大泣きしてまで拒否する素振りを見せる。霞が初めて会った際には京夜と間違えたほど、外見が京夜の女装姿に非常に似ている。霞とはメールアドレスを交換するまでの仲になった。1人っ子であるため、妹に憧れている。
京夜たちの卒業後は京夜からの指名で部長に就任している。
赤井 烈斗（あかい れつと）
恵の小中学校のときのクラスメイト。9年間ずっと隣の席で、牛乳が飲めない恵の代わりに給食の牛乳を飲んでいた「ぎうにうナイト」。高校は恵と別の学校に行ってしまったが、途中で退学して、恵と同じ高校に再入学してきた。そのため現在は恵より1学年下で、環のクラスメイト（高校1年生時）。『GJ部中等部』第4巻にて、京夜や恵と同級生との表記があるが、これは誤謬である。タマからは「バカレッド」と呼ばれていて、実際髪色は赤である。
京夜がGJ部の部長に就任した後、運動部との掛け持ちでGJ部に入部した模様だが、一貫して目元は描かれていない。それどころか、後ろ向きであることがデフォルトと描写されている。
渋井 葉月（しぶい はづき）
後述する『GJ部中等部』の渋井健太の姉で初登場は『GJ部中等部』シリーズであるが、『GJ部ロスタイム』で京子の親友であることが判明。
年頃の姉弟らしく、健太をよく締め上げたり、おしおきしたりするが仲は良好。京夜がタイプで告白するもあっさりと振られる。『GJ部ロスタイム』終盤の挿絵の描写と京子にけしかられたことからGJ部に入部した。

### 『GJ部中等部』の登場人物
四ノ宮 霞（しのみや かすみ）
声 - 木戸衣吹 / 高木美佑（オーディオブック版（中等部から担当））
京夜の妹。京夜に懐いており、家では京夜の部屋に入り浸っている。小学5年生の頃まで京夜と一緒に風呂に入っていた程のブラコン。GJ部の校外活動にたまに参加する。真央のことを年下だと思っている。初登場時は小学6年生（『GJ部』第5巻から中学1年生）。中学生になってからは、聖羅やジェラルディンらと度々GJ部の部室へも顔を出すようになり、GJ部への憧れから、中等部でGJ部中等部を設立する。
『GJ部中等部』の主人公で『GJ部中等部』第1巻からは中学2年生（『GJ部中等部』第5巻より中学3年生。『GJ部ロスタイム』から高校生で3人揃って京夜たちと同じ学校である）となり、同好会から正式に部となったGJ部中等部の部長を務める。数学オリンピック級の数学力の持ち主で、暗算が得意だが応用は苦手。また英会話教室に通っていたこともあってか、日常会話レベルなら普通にこなせる。兄同様に『GJ部中等部』の物語の語り部になっていることが多い。『GJ部中等部』第7巻にて急激に大人っぽくなった健太のことが気になりだすのと同時にそのきっかけが冴子であったことにも複雑な感情を示しだし、続く8巻にて健太と「ためし」に交際するも、現状はGJ部のメンバーと居る方が楽しいと思い直して1ヶ月ほどで交際関係を解消した。
『異世界Cマート繁盛記』では他のGJ部メンバーと共に異世界を訪れる事となる。
天使 聖羅（あまつか せいら）
声 - 諸星すみれ /  奥野香耶（オーディオブック版（中等部から担当））
真央・恵の妹。霞・ジェラルディンとは中学校のクラスメイト（『GJ部』第5巻から中学1年生）。物腰丁寧で礼儀正しい少女であるが、一部の人間にだけ聴こえる副音声（初登場から『GJ部中等部』第7巻までの間で作中の登場人物で聞こえてないとされるのは恵、紫音、仁、冴子の4人）で毒舌を振るうが、本人は聞こえていないものと思っていた。但し、姉達や友人のお気に入りとなっている京夜に対して「私にまで」と告げていることから半ば多重人格とも取れる発言をしている。狐の面を横掛けにしているが、面なら何でもいい模様。何らかの面を着けていないと落ち着きを無くしてしまうが、特訓の結果短時間なら面が無くても平常通りに振る舞えるようになった。真央のことは「姉さま」、恵のことは「姉様」と呼ぶ。聖羅が天使家の当主であり、会ったことのない許嫁が第8候補まで居る。
『GJ部中等部』第1巻からは中学2年生（『GJ部中等部』第5巻より中学3年生。『GJ部ロスタイム』から高校生）になり、GJ部（中等部）の副部長を自称している。メールで頻繁にラブレターを貰うほど、男子に人気がある。森や小森に頼りがちで、日常生活のスキルが低い。GJ部中等部設立の際、男子囲碁部との部室を賭けた囲碁勝負で、囲碁部の助っ人の院生に勝利したほどの実力の持ち主だが、後にリベンジされてしまい、一度は部室を失いかけたが、使っていないプレハブ小屋を新たな部室にしている。仁のことを弟のように見ていたが、成長著しい現状に戸惑っていることを理央から指摘されている他、複雑な家庭事情に踏み込もうとする等、認識を徐々に変えつつある。
ジェラルディン・バーンシュタイン
声 - 葵わかな / 阿保まりあ（オーディオブック版（中等部から担当））
綺羅々の妹。綺羅々は養女であるため、戸籍上はジェラルディンがバーンシュタイン家の長女である。作中の2度目の春（『GJ部』第5巻）に、姉を慕いカナダから日本にやってきて日本の学校に通い始める。霞や聖羅と同学年で、中学1年生では2人と同じ学校の同じクラスになる。日本語での会話は苦手であり、ホワイトボードを用いて会話をする。霞・聖羅と合わせて「シスターズ」などと書かれることもある。京夜とは初めて会った時から惹かれていたが、『GJ部中等部』第6巻では理央にその気持ちが「尊敬の念」なのか「恋愛感情」なのかが解ってない節を指摘されている。
『GJ部中等部』第1巻からは中学2年生（『GJ部中等部』第5巻より中学3年生。『GJ部ロスタイム』から高校生）。進級して、霞・聖羅とは3人それぞれ別々のクラスに別れてしまった。年の割にスタイルが良く、仁はやきもきすることがある。将来は日本への帰化も視野に入れているが、納豆は苦手。
『異世界Cマート繁盛記』では異世界での戦争の発端となりかけた塩不足の際にその怪力を活かして大量の塩を運び戦争の危機を回避し、その縁で「Cマート」への搬入のアルバイトとなる。
渋井 健太（しぶい けんた）
声 - 新田杏樹（オーディオブック版（中等部から担当））
『GJ部中等部』から登場する、中学1年生（『GJ部中等部』第5巻より中学2年生。『GJ部ロスタイム』では3年生）。熱血バカ男子で時折、男らしさを雄弁に語る。愛称は「ケンケン」。中学1年生になってすぐの春に、GJ部伝統の方法で捕獲され強制的にGJ部中等部に入部させられる。子供っぽい所が逆に大人っぽいとされ、冴子を中心に同級生から一番の人気を持っている。部室ではよくマンガを読んでいる。霞や聖羅の影響もあってか、時折だが女性恐怖症に陥る。姉（前述）のことを「パズー」と呼んでいる。家では光熱費節約のため、母や葉月と一緒に風呂に入ることがあり、霞や冴子（後述）に何度か咎められている。面識こそは無いが、霞から話を聞く京夜からは「オスガキ」と呼ばれている。霞の「仁とどっちが強い?」の問いに意気揚々と乗っかって対決するも敗北、その後ジェラルディンの特訓を経て、「ケン拳」（『GJ部中等部』第6巻の段階で3倍まで可能）を会得。中学2年生の夏に年相応の助平心を身につけた模様。活発そうな見た目とは裏腹に英語が得意（担当の美子（よしこ）先生と気が合うのが理由）。敬語も特技だが、所々おかしな言葉になっている。『GJ部中等部』第7巻にて冴子に気づかされたことでこれまでの所業を反省し、霞に謝るも、平手打ちを受けてしまう。また、時期を同じくして、マンガからライトノベルへ興味の対象を移した。霞に対しては「イジワルしたくなる」と少なくとも「LOVE」寄りの好意を持っていることを告白、霞の提案で「ためし」に交際するも、前述の理由もあり最終的には解消している。ただ、気持ちそのものは一途と言えるもので繋いだ手を洗うのを拒むといった年相応の一面も見せた。霞たちの卒業後は中等部の部長に就任している。
カエルの健太
ある日健太が拾って持ってきた太った蛙に「健太」と名づけられ、部室で飼っている。
周防 仁（すおう じん）
声 - 桑田直樹（オーディオブック版（中等部から担当））
『GJ部中等部』から登場する、中学1年生（『GJ部中等部』第5巻より中学2年生。『GJ部ロスタイム』では3年生）。成績優秀なクール男子。愛称は「ジンジン」。健太とは幼稚園のころからの腐れ縁。健太がGJ部中等部に入部させられてから、健太に付き添って部室に行くようになっただけで実は部員ではない。読書が趣味で、部室ではよくライトノベルを読んでいる。一人っ子だが、現在居候しており、横溝道場の門下生は兄姉関係に近い他、師範代もしておりその関係で小遣いは多い。女性が多い環境で育っており、女性に対する気配りは心得ているが、異性に対しての年相応な一面も持っている。徹心を「兄さん」と呼び「兄的な人」として、翔子を「姉的な人」として慕っている。高等部のGJ部OGである紫音を「師匠」と呼んで慕い、チェスを教えてもらっているが、その関係で「二代目カワイイ生き物」を襲名する。『GJ部中等部』第5巻から女装する機会も増えた。複雑な家庭の事情を抱えているが、それを他人にはあまり話していない模様で、他に知ってるのは親友の健太くらいで本人の認識としては乗り越えている模様。『GJ部中等部』第6巻からは聖羅を中心にグルーミングする機会が増え、『GJ部中等部』第7巻にてその師匠として紫音経由で京夜にも弟子入りする。『GJ部ロスタイム』では進学して離れ離れになった聖羅を気にかける等、意識している様子がうかがえる。
小森（こもり）
『GJ部中等部』から登場する、中学1年生（『GJ部中等部』第5巻より中学2年生。『GJ部ロスタイム』では3年生）。いつも無表情な女子。天使家の侍従である森さんの親戚で、サイズ以外の外見は森さんに似ている。6月の終わり頃に聖羅に呼ばれて前の学校から転校してきた。部室では部員の皆に紅茶を給仕しており、それ以外の時はほぼ常に定位置のパイプ椅子に座ってじっとしているが、ノリはよくメイド服や本気モードと称した変装を行うことがある。霞からは「こもりん（訂正している）」、健太からは「トモちゃん（訂正しない）」という愛称で呼ばれる。健太とは愛称のことや携帯電話と称した糸電話で会話することもあったり、冴子（後述）の2度目の来訪時に紅茶ではなく白湯や水を出したり、理央から指摘を受けたりと何かしら思う所がある模様だが、健太からはっきりと「LIKE」の感情しかないと言われ吹っ切るが、心の奥底ではまだ想っている模様。稀に不調の日が来て、その日は皿を割ったり、か弱い一面（霞の認識としては「こもりさん」）を見せる。『GJ部中等部』第7巻にて実は冴子に意地悪で敢えて水や白湯を出していたことが発覚したが「こもりさん」状態の時に助けられたことで仲直りした。
小手指 冴子（こてさし さえこ）
健太や仁のクラスメート。クラス一の美少女。健太のことが好きでラブレターを渡し告白したが振られた。それでも諦めずに健太にアタックを続けている。健太の修行以降、霞を敵視、攻撃するようになる。週に一度、仁を連れ出しては健太についての相談をしているが、2人はそれ程仲が良いわけではない。猫を被っている節があり、健太が居ない時には剣呑としていることがある。霞と健太が交際するようになっても、いずれは別れると達観した様子で見ていた。『GJ部ロスタイム』では聖羅と仁の橋渡し役にも一役買っている。
『GJ部中等部』第7巻にてGJ部中等部に本人曰く「プライドを捨てて」まで入部（それ以前は吹奏楽部に所属していたが退部）。入部直後はそのグダグダとも取れる活動状況に辟易していたが、程なくして適応する。同巻終盤にて色々な原因（呪い、ストレス等）で激太りしてしまうも、聖羅らの尽力と本人の努力もあって無事、元通りの体型に戻る。

### その他の人物
森（もり）さん
声 - 恒松あゆみ / 大橋海咲（オーディオブック版（第3巻から担当））
天使家の侍従の女性。年齢は不詳。本名は森羅万象（しん らばんしょう）。愛車はハーレー。副業として、仕事の合間にスマートフォンで株の売買を行っている。土曜日と日曜日は見た目がそっくりな母親と入れ替わっている。森さん（娘）は京夜のことを気に入っているようで、森さん（母）の方は京夜に髪の毛をブラッシングしてもらった経験がある。小森同様、たまに不調の日があり、皿を割ったり、料理を焦がしたりしてしまう。健太からは「大きいトモちゃん」と呼ばれる。
横溝 徹心（よこみぞ てっしん）
声 - 逢坂力（オーディオブック版（第2巻から担当））
高校1年生（『GJ部』第5巻から2年生）。京夜のクラスメートで、中学時代からの友人。席は京夜の後ろで、昼休みには京夜と向き合って一緒に弁当を食べる仲。女系の大家族で育っており、一度に複数の話を同時に聞き分けられる特技を持つ。クラスで2番目に美人な倉橋七瀬と仲が良く、大学進学後は「彼女的な存在」にまで発展している模様。
新城 拓真（しんじょう たくま）
高校1年生（『GJ部』第5巻から2年生、『GJ部中等部』第5巻より大学生）。『明るい家族砲計画っ!』シリーズの主人公で、京夜と同じ1年9組所属。クラス一の美少女・神崎美奈（かんざき みな）とは幼なじみで、「神カップル」の異名を取るほどの仲。真央からは「超雄（ちょうおす）」と呼ばれている。『GJ部』第3巻では彼女の美奈と文化祭で結婚式を挙げ、GJ部もそれをサポートした。その様子は『明るい家族砲計画っ!』第5巻にて書かれている。
鬼瓦 撫子（おにがわら なでしこ）
京夜のクラス担任。愛称は「なっちゃん」。
杏子（きょうこ）
環の友人。環の話を聞かず一人で話し続けるが、それでも会話は成立する。GJ部の部員たちのことをかっこいいと思っている。タマには当初「アンコ」と読みを間違え覚えられていた。1年生の1学期の頃は黒髪の地味な少女であったが、夏休みが終わるとギャルと化して、口調も変わった（但し、タマは気付かなかった）。京夜とも面識があり、カワイイ呼ばわりする。
世界統一王者（せかいとういつおうじゃ）
紫音がよく部室のパソコンで対戦しているチェスの対戦相手。「World Union Champion」とルビが振られている。紫音からは「ビリー」と呼ばれている。『GJ部』第9巻にて、紫音と直接チェスの対戦をするため来日し、GJ部の部室を訪れる。かなりのイケメン。
新明路 鳴海（しんめいじ なるみ）
真央のクラスメイト（1年生の頃から同じクラス）。席は真央の隣で、よく真央に対して「男なんて」「男ってのは」と持論を吹き込んでいる。GJ部にコタツを譲ったことがある。普段真央がよく話題にする京夜のことが気になり、GJ部に顔を出す。あだ名は「委員長」（本当の委員長は別に居る）。『はなぢ店長じゃ、だめですか?』にも登場。
一文字（いちもんじ）先生
霞のクラスの担任で体育教師。『あるある!夢境学園』シリーズの主人公である一文字達也（いちもんじ たつや）と同一人物。本作では初登場時29歳。GJ部中等部の顧問で、中学校OBである。GJ部が使用しているプレハブ小屋をかつて部活部屋にしていた。常にジャージを着用している。既婚者だが、その妻・江利香（えりか）とは中学時代の部活仲間でもある。蛍のことを知っている。
蛍（ほたる）
霞たちがプレハブ小屋を部活部屋にするようになってから6人の前に度々姿を現す赤い着物姿の女の子。明言こそされていないが名前や容姿、一文字先生とも面識があることなどから彼女も『あるある!夢境学園』シリーズの登場人物と同一人物と示唆される。姿だけなら『GJ部中等部』第4巻の巻末から見せていた。
東雲 理央（しののめ りお）
霞のクラスメイト。中学生ながら恋愛に関しての修羅場をくぐり抜けてきており、自称男女交際の達人。霞に誘われて、部室に誘われた際には、ジェラルディン、聖羅、仁、小森の悩みをズバっと言い当てた。愛称は「りっちゃん」。『明るい家族砲計画っ!』シリーズにも登場。

## 制作背景
著者は本作とは別の原稿に関する打ち合わせに際に、他の大量の企画書も持ち合わせており、その中で担当編集者が本作の企画書に注目したことがきっかけで企画は始まった。担当編集者はこの時点では4ページ1話のショートストーリーを何作も書けるのかについて不安を抱いていたが、著者が2ページ1話のサンプルをいくつも書いていたことで不安は解消されたという。

## 既刊一覧

### 小説
- 新木伸（著）・あるや（イラスト）、小学館〈ガガガ文庫〉、全11巻（本編9巻＋特別編2巻）
  - 『GJ部』2010年3月23日初版第1刷発行（3月18日発売[8]）、ISBN 978-4-09-451192-5
  - 『GJ部 2』2010年6月23日初版第1刷発行（6月18日発売[9]）、ISBN 978-4-09-451210-6
  - 『GJ部 3』2010年9月22日初版第1刷発行（9月17日発売[10]）、ISBN 978-4-09-451229-8
  - 『GJ部 4』2010年12月22日初版第1刷発行（12月17日発売[11]）、ISBN 978-4-09-451243-4
  - 『GJ部 5』2011年3月23日初版第1刷発行（3月18日発売[12]）、ISBN 978-4-09-451261-8
  - 『GJ部 6』2011年6月22日初版第1刷発行（6月17日発売[13]）、ISBN 978-4-09-451278-6
  - 『GJ部 7』2011年9月22日初版第1刷発行（9月17日発売[14]）、ISBN 978-4-09-451297-7
  - 『GJ部 8』2011年12月22日初版第1刷発行（12月17日発売[15]）、ISBN 978-4-09-451310-3
  - 『GJ部 9』2012年3月21日初版第1刷発行（3月16日発売[16]）、ISBN 978-4-09-451292-2
  - 『GJ部◎』2013年3月24日初版第1刷発行（3月19日発売[17]）、ISBN 978-4-09-451399-8
  - 『GJ部ういーくりー』2015年7月22日初版第1刷発行（7月17日発売[18]）、ISBN 978-4-09-451561-9
- 新木伸（著）・あるや（イラスト）、小学館〈ガガガ文庫〉、全9巻（本編8巻＋特別編1巻）
  - 『GJ部中等部 1』2012年4月23日初版第1刷発行（4月18日発売[19]）、ISBN 978-4-09-451336-3
  - 『GJ部中等部 2』2012年7月23日初版第1刷発行（7月18日発売[20]）、ISBN 978-4-09-451351-6
  - 『GJ部中等部 3』2012年10月23日初版第1刷発行（10月18日発売[21]）、ISBN 978-4-09-451370-7
  - 『GJ部中等部 4』2013年1月23日初版第1刷発行（1月18日発売[22]）、ISBN 978-4-09-451388-2
  - 『GJ部中等部 5』2013年4月23日初版第1刷発行（4月18日発売[23]）、ISBN 978-4-09-451405-6
  - 『GJ部中等部 6』2013年7月23日初版第1刷発行（7月18日発売[24]）、ISBN 978-4-09-451425-4
  - 『GJ部中等部 7』2013年10月23日初版発行（10月18日発売[25]）、ISBN 978-4-09-451444-5
  - 『GJ部中等部 8』2014年1月22日初版第1刷発行（1月17日発売[26]）、ISBN 978-4-09-451461-2
  - 『GJ部ロスタイム』2014年4月23日初版第1刷発行（4月18日発売[27]）、ISBN 978-4-09-451478-0

### 漫画
- 新木伸（著）・あるや（イラスト） 『GJ部＠こみっく』 小学館〈サンデーGXコミックス〉、全3巻
  1. 2015年4月17日発売[28]、ISBN 978-4-09-157415-2
  2. 2017年4月19日発売[29]、ISBN 978-4-09-157483-1
  3. 2019年7月19日配信[30]、ASIN B07TYP3HBF ※電子書籍

## オーディオブック
ガガガ文庫と81プロデュースのタッグによりオーディオブックとしてデータ配信で発売。
登場人物のキャストは#登場人物を参照、地の文の朗読は逢坂力が担当。
発売巻
- 第1巻：2019年11月20日発売[43]
- ◎巻：2020年9月23日発売[44]
- 中等部 第1巻：2022年1月20日発売[45]
- ういーくりー：2022年4月20日発売[46]
- 第2巻：2023年8月21日発売[47]
- 第3巻：2023年9月20日発売[48]
- 第4巻： 2023年10月20日発売[49]
- 第5巻：2023年11月20日発売[50]
- 第6巻：2024年3月21日発売[51]
- 第7巻：2024年4月22日発売[52]
- 第8巻：2024年12月20日発売[53]
- 第9巻：2025年1月20日発売[54]
- ロスタイム：2025年1月20日発売[55]

## テレビアニメ
2012年7月にテレビアニメ化が発表され、2013年1月から3月まで日本テレビにて放送された。
同年8月、アニメ公式サイトにて特別編の製作決定が発表された。『GJ部@』（グッジョぶ・ぐるぐる）のタイトルで、2014年5月6日未明・早朝（5日深夜）にBS日テレにて特別番組として放送された。

### スタッフ
- 原作 - 新木伸（小学館「ガガガ文庫」刊）[4]
- キャラクター原案 - あるや[4]
- 監督 - 藤原佳幸[4]
- シリーズ構成・脚本 - 子安秀明[4]
- キャラクターデザイン - 大島美和[4]
- プロップデザイン - 曾我篤史[4]、松本恵[4]
- 美術監督 - 川口正明[4]、鈴木聡（@）
- 色彩設計 - 石黒けい[4]、伊藤裕香[4]
- 撮影監督 - 三口達也[4]
- 編集 - 平木大輔[4]
- 音楽 - 百石元[4]
- 音響監督 - 土屋雅紀
- 音響制作 - サウンドインスタジオ、ダックスプロダクション[4]
- チーフプロデューサー - 森實陽三[4]
- プロデューサー - 植野浩之[4]、渡部智明[4]、田村学[4]、伊藤隼之介[4]
- アニメーションプロデューサー - 鎌田肇[4]
- アニメーション制作 - 動画工房[4]
- 製作著作 - GJ部保護者会[4]（日テレ、Vap）

### 主題歌
オープニングテーマ
「もうそう★こうかんにっき」
作詞 - 前山田健一 / 作曲・編曲 - 電球 / 歌 - 乙女新党
第7話以降では本編での神無月環の登場に伴い一部オープニングアニメーションのカットが変更された（楽曲の構成自体は変化していない）。オープニングで使用されている楽曲はシングルに収録されているフルバージョンと比べ一部歌詞が異なっている。

エンディングテーマ
「I wish 〜ときめきの魔法〜」（第1話 - 第2話）
作詞 - 石川絵理 / 作曲・編曲 - でか大 / 歌 - 天使真央（内田真礼）、天使恵（宮本侑芽）
「balance unbalance 〜ホントウ ノ ワタシ〜」（第3話 - 第4話）
作詞 - 磯谷佳江 / 作曲 - 高阪昌至 / 編曲 - 清水哲平 / 歌 - 皇紫音（三森すずこ）
「Purely Sky 〜私だけの空〜」（第5話 - 第6話）
作詞 - コツキミヤ / 作曲・編曲 - 山崎真吾 / 歌 - 綺羅々・バーンシュタイン（荒川ちか）
「走りだそう!」（第7話 - 第12話、GJ部@挿入歌）
作詞・作曲・編曲 - 山田高弘 / 歌 - 天使真央（内田真礼）、皇紫音（三森すずこ）、天使恵（宮本侑芽）、綺羅々・バーンシュタイン（荒川ちか）
「広がれパワー」（GJ部@）
作詞・作曲・編曲 - 山田高弘 / 歌 - 天使真央（内田真礼）、皇紫音（三森すずこ）、天使恵（宮本侑芽）、綺羅々・バーンシュタイン（荒川ちか）、神無月環（上坂すみれ）

挿入歌
「GRADUATION COLOR」（第12話）
作詞 - 子安秀明 / 作曲・編曲 - 百石元 / 歌 - 天使真央（内田真礼）

### 各話リスト
| 話数             | サブタイトル             | 絵コンテ | 演出     | 作画監督                                                                             | 総作画監督        | 放送日        |
| ---------------- | ------------------------ | -------- | -------- | ------------------------------------------------------------------------------------ | ----------------- | ------------- |
| 第1話            | 私がグッジョブだ！       | 藤原佳幸 | 藤原佳幸 | 久保茉莉子                                                                           | 曾我篤史          | 2013年 1月9日 |
| 第2話            | 友情・愛情・彼女の異常？ | 井出安軌 | 福本潔   | 舘崎大、柴田健児、平野勇一 半澤淳、長谷川亨雄、佐藤利幸                              | 曾我篤史          | 1月16日       |
| 第3話            | GJ線上のキョロ           | 三原武憲 | 江口大輔 | 長田伸二、嶋田和晃                                                                   | 曾我篤史          | 1月23日       |
| 第4話            | 放課後文化祭パーティー   | 柳瀬雄之 | 吉田俊司 | 菊永千里                                                                             | 曾我篤史          | 1月30日       |
| 第5話            | ダブルなファンタジー     | 原口浩   | 秦義人   | KIM YONGSIK、KIM SHINYEONG                                                           | 曾我篤史          | 2月6日        |
| 第6話            | 妹が4人いる!?            | 青井小夜 | 青井小夜 | きみしま幾智、野崎真一、舘崎大 鳥山冬美、萩原正人、松尾亜希子                        | 曾我篤史          | 2月13日       |
| 第7話            | 新入部員あらわる！       | 三原武憲 | 深瀬重   | 久保茉莉子、徳倉栄一                                                                 | 曾我篤史          | 2月20日       |
| 第8話            | シスターズ・アタック！   | 畑博之   | 畑博之   | 吉田奏子                                                                             | 曾我篤史          | 2月27日       |
| 第9話            | GJ線上のキョロ・REBIRTH  | 沖田宮奈 | 赤城博昭 | 中原清隆                                                                             | 曾我篤史          | 3月6日        |
| 第10話           | 芸術と食欲と襲撃の秋     | 三原武憲 | 吉田俊司 | 菊永千里                                                                             | 曾我篤史          | 3月13日       |
| 第11話           | 協・定・解・除           | 原口浩   | 阿宮正和 | 福田裕樹、輿石暁、萩原正人 村上直樹、小野陽子、舘崎大 小山知洋、近藤瑠衣、三宅雄一郎 | 曾我篤史          | 3月20日       |
| 第12話           | さらばGJ部と言おう       | 藤原佳幸 | 藤原佳幸 | 久保茉莉子、渡邉祐記、中原清隆 吉田奏子、天崎まなむ                                  | 大島美和 曾我篤史 | 3月27日       |
| GJ部@ （特別編） | GJ部NYへ行く             | 沖田宮奈 | 赤城博昭 | 曾我篤史                                                                             | 大島美和          | 2014年 5月5日 |
| GJ部@ （特別編） | 絆の名はGJ部             | 原口浩   | 赤城博昭 | 曾我篤史                                                                             | 大島美和          | 2014年 5月5日 |

### 放送局
| 放送期間                | 放送時間                     | 放送局     | 対象地域   | 備考   |
| ----------------------- | ---------------------------- | ---------- | ---------- | ------ |
| 2013年1月10日 - 3月28日 | 木曜 1:29 - 1:59（水曜深夜） | 日本テレビ | 関東広域圏 | 製作局 |

| 放送日       | 放送時間                     | 放送局   | 対象地域 | 備考   |
| ------------ | ---------------------------- | -------- | -------- | ------ |
| 2014年5月6日 | 火曜 2:30 - 3:30（月曜深夜） | BS日テレ | 日本全域 | BS放送 |

ネット配信
| 配信開始日    | 配信時間                   | 配信サイト         | 備考                |
| ------------- | -------------------------- | ------------------ | ------------------- |
| 2013年1月10日 | 関東地上波での本放送終了後 | 日テレオンデマンド | 最新話1週間無料配信 |

| 配信開始日   | 配信時間            | 配信サイト         | 備考                                      |
| ------------ | ------------------- | ------------------ | ----------------------------------------- |
| 2014年5月5日 | 月曜 21:00 - 翌4:00 | 日テレオンデマンド | 第1話 - 第12話をライブ配信後、『@』を配信 |

### 関連商品

#### Blu-ray / DVD
2013年3月6日から6月5日まで発売。全4巻（片面1層1枚ディスクに3話ずつ収録）。
2014年3月19日には「りぴーと!でぃすく」と題したバージョンがBD専売で発売。通常版から収録仕様が変わり、1枚の片面2層ディスクに全12話を収録してある（映像ビットレートは通常版より低く抑えてあるが、出来るだけ視聴に差し障りが出ない様に収録している）。通常版に無い仕様として、第1話 - 第12話・第1話 - 第11話をノンストップリピート再生するモードがある。
2014年5月14日には特別編「GJ部@」が発売された。特典として書き下ろし小説が収録されている。
| 巻                | 発売日        | 収録話          | 規格品番   | 規格品番   |
| 巻                | 発売日        | 収録話          | Blu-ray    | DVD        |
| ----------------- | ------------- | --------------- | ---------- | ---------- |
| 1                 | 2013年3月6日  | 第1話 - 第3話   | VPXY-71248 | VPBY-13747 |
| 2                 | 2013年4月3日  | 第4話 - 第6話   | VPXY-71249 | VPBY-13748 |
| 3                 | 2013年5月1日  | 第7話 - 第9話   | VPXY-71250 | VPBY-13749 |
| 4                 | 2013年6月5日  | 第10話 - 第12話 | VPXY-71251 | VPBY-13750 |
| りぴーと!でぃすく | 2014年3月19日 | 第1話 - 第12話  | VPXY-71307 | -          |
| GJ部@             | 2014年5月14日 | 特別編          | VPXY-71309 | VPBY-13890 |

#### CD
| 発売日        | タイトル                                                                    | 規格品番   |
| ------------- | --------------------------------------------------------------------------- | ---------- |
| 2013年3月6日  | GJ部 キャラクター・ソング & サウンドトラック集 前編 グッジョぶの音楽“G”     | VPCG-84936 |
| 2013年4月3日  | GJ部 キャラクター・ソング & サウンドトラック集 後編 グッジョぶの音楽“J”     | VPCG-80658 |
| 2014年5月14日 | グッジョぶの音楽“@” アニメ『GJ部』キャラクター・ソング & サウンドトラック集 | VPCG-84971 |

#### 書籍
- GJ部保護者会、新木伸（著）、あるや（イラスト） 『アニメGJ部ファンブック GJ部活動記録集』 小学館〈ガガガ文庫〉、2013年10月23日初版第1刷発行（10月18日発売）、ISBN 978-4-09-451441-4

#### アプリ
NECビッグローブのスマートフォン向けアプリのカードコレクションゲーム『嫁コレ』に参加しており、天使恵と天使真央のボイスアプリが提供された。

## ラジオ
『GJ部 天使恵のビルドアップするラジオ♪』のタイトルで、2013年4月2日から同年6月25日までラジオ日本にて火曜 25:00 - 25:30に放送されていた。ポッドキャストでも配信されていて、日テレオンデマンドでは放送された週の金曜日の昼12時より動画配信された。パーソナリティは宮本侑芽。ゲストとして三森すずこ（皇紫音役）や諸星すみれ（天使聖羅役）やアニメスタッフが出演した。その他、下野紘（四ノ宮京夜役）、内田真礼（天使真央役）ら主要キャスト数名も度々録音コメントという形で登場していた。
同年8月10〜12日に開催されたコミックマーケット84にてラジオドラマ全話と下野紘をゲストとして迎えた特別編（Disc1は通常ゲスト、Disc2が「四ノ宮京夜のビルドアップするラジオ♪」ゲスト：宮本侑芽）を2本収録した『GJ部 天使恵のビルドアップするラジオ♪DJCD』（2枚組）が限定販売された。また、同年10月18〜20日においては、宮本自身が番組上でよく行くと発言していた東京チカラめしとコラボした「GJ部×東京チカラめし」が東京チカラめし秋葉原1号店にて開催され、初日（18日）に刊行された『アニメ『GJ部』ファンブック GJ部活動記録集』『GJ部中等部』第7巻の他にも限定コラボグッズが店頭にて販売された。
なお上述の『GJ部@』の日テレオンデマンドによるライブ配信では、復活版となる『帰ってきた天使恵のビルドアップするラジオ♪』も同時に配信された。

### 主なコーナー
ふつおたのコーナー、ですぅ
番組に届いた普通のメールを読み上げるコーナー。
みんなのGJ部思い出感想文
アニメ『GJ部』1 - 12話についての感想文をリスナーからメールという形で募集。途中からオンデマンドだけのコーナーとなった。
恵が絶対に言わないこと!
天使恵が作中では絶対に言わなさそうなことを募集。2013年5月19日に開催した「GJ部の音楽祭」では出張版が行なわれ、番組でも幾つか放送した。
恵の人生相談
宮本侑芽に人生相談したいことを送るコーナー。
お茶が入りましたよ
ゲストを招いてのトークコーナーで、タイトル通りに様々な種類の紅茶を振舞いながら行なわれていた。
ラジオドラマ「恵チャンネル」
アニメ『GJ部』の脚本担当・子安秀明がそのまま脚本を担当する。出演は恵役の宮本侑芽のみで、京夜・真央らの他キャラも宮本のモノマネという形で話が進んでいき。設定も毎週のように変わっていった。
GJ部購買部
「まだまだ終らないぞGJ部!」の合図で始まり、アニメのBlu-ray/DVDや原作小説（無印・中等部）の宣伝コーナー。